# 1985年禄劝地震
1985年禄劝地震，发生于1985年4月18日，当地时间13时52分（05:52 UTC）。震中接近于中国云南禄劝彝族苗族自治县。

## 概述
与剑川地震相似，禄劝地震震源也处于一个断陷盆地即则邑坝子附近。则邑坝子是一个规模不大的长圆形断陷盆地，北北西方向长约6km，东西向宽约1.5km，洗马河从坝产中部穿过。坝子东部主要是二迭系的玄武岩以及部分灰岩，西部则为早二迭系灰岩。禄劝地震发生的地点靠近小江断裂带，但这次地震不是该断裂带主断裂的构造运动，而是它的分支断裂的活动形成的断裂活动。该地震导致22人死亡、超过300人受伤。

## 相关
- 中国地震列表